# Абеліт
Абеліт (англ. abelite) — вибухова суміш, що складається з амонійної селітри, динітробензолу й кухонної солі. Назва походить від прізвища англійського хіміка Фредеріка Абеля. Використовується в гірництві, як вибухівка для дробіння.